# Dytiscus persicus
Dytiscus persicus är en skalbaggsart som beskrevs av Wehncke 1876. Dytiscus persicus ingår i släktet Dytiscus och familjen dykare. Inga underarter finns listade i Catalogue of Life.